# Il morso del serpente (George)
 Il morso del serpente (In Pursuit of Proper Sinner) è un romanzo della giallista statunitense Elizabeth George, pubblicato nel 1999.  
Il libro è stato tradotto in undici lingue; in italiano è apparso per la prima volta nel 2000.

## Trama
Peak District (Derbyshire, Inghilterra): il giovane Julian Britton lancia l'allarme per la scomparsa della sua ragazza, Nicola Maiden, che non ha più fatto ritorno a casa dopo un'escursione nella brughiera di Calder Moor.
Dopo varie ricerche, viene rinvenuto da un escursionista il corpo senza vita della ragazza, assassinata all'interno di un cerchio di pietre. Accanto al corpo di Nicola Maiden, viene rinvenuto anche quello di un ragazzo, ucciso da numerose coltellate ed inizialmente non identificato. 
Il padre di Nicola, Andy Maiden, un ex-agente dei servizi segreti in pensione e che ora gestisce una locanda nella zona, chiede aiuto al suo ex-collega ed amico Thomas Lynley, che giunge quindi nel Derbyshire per risolvere il caso. 
A Londra, dove Nicola Maiden frequentava la facoltà di Giurisprudenza e viveva l'altro ragazzo ucciso (poi identificato come Terry Cole, un artista sognatore), viene poi condotta un'indagine parallela da parte degli agenti Barbara Havers (degradata dal grado di sergente dopo un caso precedente di cui lei aveva seguito le indagini) e Winston Nkata, che riporteranno alla luce la doppia vita di Nicola. E mentre nel Derbyshire si assistono ai contrasti tra il locale ispettore, Peter Hanken, che punta il dito sul padre di Nicola, e l'ispettore Lynley, convinto dell'innocenza dell'amico e che il colpevole possa essere invece Julian Britton, il ragazzo di Nicola, a Londra Barbara Havers segue un'altra pista, che vedrebbe come obiettivo principale del delitto Terry Cole.

## Edizioni in italiano
- Elizabeth George, Il morso del serpente: romanzo, traduzione di Maria Cristina Pietri, Longanesi, Milano 2000
- Elizabeth George, Il morso del serpente: romanzo, Mondolibri, Milano 2000
- Elizabeth George, Il morso del serpente, SuperPocket, Milano 2001
- Elizabeth George, Il morso del serpente: romanzo, traduzione di Maria Cristina Pietri, TEA, Milano 2001
- Elizabeth George, Il morso del serpente, legge: Alessandro Adami, Centro Internazionale del Libro Parlato, Feltre 2011

## Trasposizioni
In Pursuit of Proper Sinner è stato trasposto nell'omonimo primo episodio, terza stagione, della serie televisiva The Inspector Lynley Mysteries, andato in onda il 4 marzo 2004.